# チャールズ・カフリン

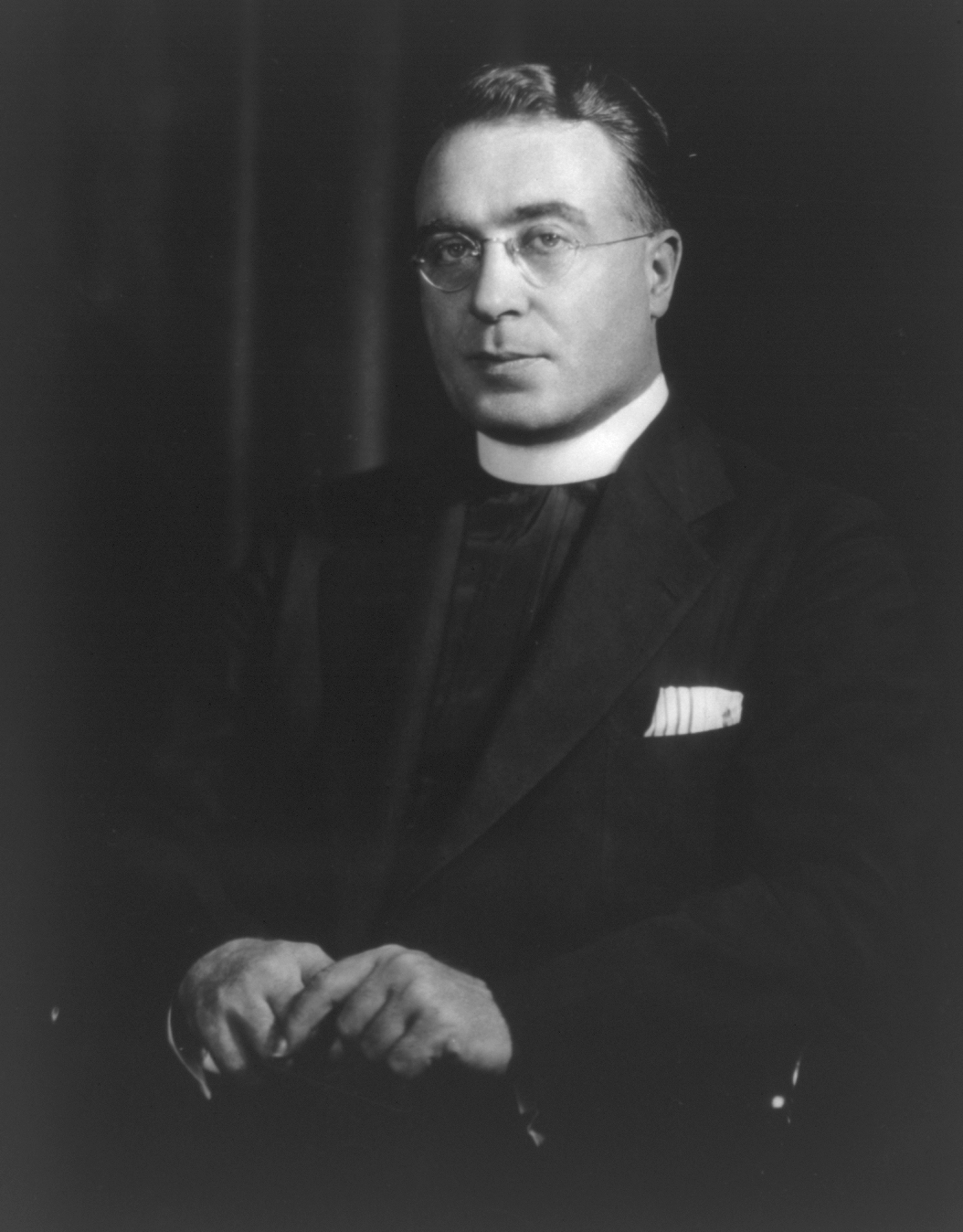
チャールズ・カフリン

チャールズ・カフリン（Charles Edward Coughlin，1891年10月25日 - 1979年10月27日）は、アメリカ合衆国のカトリック教会司祭。ラジオを利用し反共主義と反ユダヤ主義を唱えて、多くの信者と巨額の資金を獲得、政界に進出したこともあった。

## 生涯
カナダのオンタリオ州ハミルトンに、アイルランド出身の製パン職人の子として生まれた。トロント大学を卒業した後1916年に司祭の資格を取得。説教師として名声を得て、マイケル・ギャラガー神父に誘われ1926年にミシガン州デトロイトに赴任。この頃のデトロイトでは教会に礼拝する信者が少なくなっていた上に、担当した地域ではカトリックの信者が少なくクー・クラックス・クランによる焼き討ちにも遭った。そこでカフリンは、デトロイトのWJR放送局からラジオによる説教を開始、持ち前の弁舌の良さに加えて聴衆の投書に応じて説教の題材を決めるスタイルで、たちまちのうちに多くの聴取者と献金を獲得した。
1929年に世界大恐慌が起こると時事問題をしばしば取り上げるようになり、1930年1月にCBSラジオに出演した際、「アメリカ国内には共産主義者による活発な陰謀が存在する」と発言。これ以降反共主義と反ユダヤ主義を主張するようになり、少なからざる聴取者の抗議やCBSの制止にもかかわらず多くの聴取者の支持を得た。1932年のアメリカ大統領選では、フランクリン・ルーズベルトを支持。1934年に金・銀の国家管理と銀貨鋳造を提案したが、ルーズベルトはこれを拒否。更に銀の大口投機家の中にカフリンの主宰する宣教団体があることを暴露したため、以後反ルーズベルト・反ニューディールに立場を転じる。11月には社会正義全国同盟を結成、公的資源の国有化と農家の最低所得の保障を主張し、結成間も無く500万人もの加盟者を数える。
1936年には大統領選を前に、老齢年金制定要求の中心人物だったフランシス・タウンゼントやヒューイ・ロングの下で活動していたジェラルド・L・K・スミスと共にユニオン党を結成、銀の証券を担保に農家への融資制度を提案していたウィリアム・レムケ共和党下院議員を候補に擁立した。しかし選挙戦ではカフリンの宣伝が目立ち、加えて公約の非現実さと全体主義的な性向が有権者の支持を得られず、惨敗に終わる。事前の予告通りカフリンはラジオでの説教を中止するが、1年後には説教を再開。枢軸国側に同情的な発言をして第二次世界大戦への参戦にも反対、ニューヨークを本拠にキリスト戦線を結成し示威行動や暴力によって反共主義・反ユダヤ主義を実践した。真珠湾攻撃の後もカフリンは自説を曲げることが無く、1942年に政府とデトロイト大司教エドワード・ムーニーの圧力によって中止させられるまで、カフリンのラジオ放送は続いた。
その後もカフリンは説教師として活動を続け、1966年に引退した。

## 関連作品
- 『空のオベリスト』　Obelists Fly High 　　C・デイリー・キング著　　　富塚由美訳